# DeFuniak Springs
DeFuniak Springs ist eine Stadt und zudem der County Seat des Walton County im US-Bundesstaat Florida. Das U.S. Census Bureau hat bei der Volkszählung 2020 eine Einwohnerzahl von 5.919 ermittelt.

## Geographie
DeFuniak Springs liegt rund 120 km östlich von Pensacola.

## Geschichte
DeFuniak Springs wurde 1882 während des Baus der Bahnstrecke der Pensacola and Atlantic Railroad an einem See unter dem Namen Lake DeFuniak gegründet, um den Präsidenten des Eisenbahnunternehmens, Frederick DeFuniak, zu ehren. Noch im selben Jahr wurde der Ort in seinen heutigen Namen umbenannt. Durch die im Folgejahr eröffnete Bahnlinie entstand eine durchgängige Schienenverbindung zwischen Pensacola und Jacksonville.
Wie dies häufig im nordwestlichen Florida der Fall war, wurde DeFuniak Springs hauptsächlich von Schotten aus Virginia sowie aus North- und South Carolina besiedelt.
Am 17. Dezember 1885 wurde erstmals in Florida durch eine Pflanzaktion am Lake DeFuniak der Arbor Day (Tag des Baumes) begangen. Die Bücherei der Stadt wurde 1886 eröffnet; dessen Gebäude gilt als das älteste in Florida, das von Beginn an als Bücherei genutzt wird.
Der 22. Gouverneur von Florida, Sidney Johnston Catts, lebte während seiner Amtszeit in DeFuniak Springs.

## Demographische Daten
Laut der Volkszählung 2010 verteilten sich die damaligen 5177 Einwohner auf 2713 Haushalte. Die Bevölkerungsdichte lag bei 182,3 Einw./km². 70,7 % der Bevölkerung bezeichneten sich als Weiße, 20,4 % als Afroamerikaner, 0,7 % als Indianer und 0,8 % als Asian Americans. 4,5 % gaben die Angehörigkeit zu einer anderen Ethnie und 2,9 % zu mehreren Ethnien an. 7,5 % der Bevölkerung bestand aus Hispanics oder Latinos.
Im Jahr 2010 lebten in 30,4 % aller Haushalte Kinder unter 18 Jahren sowie 33,9 % aller Haushalte Personen mit mindestens 65 Jahren. 61,3 % der Haushalte waren Familienhaushalte (bestehend aus verheirateten Paaren mit oder ohne Nachkommen bzw. einem Elternteil mit Nachkomme). Die durchschnittliche Größe eines Haushalts lag bei 2,33 Personen und die durchschnittliche Familiengröße bei 2,96 Personen.
26,4 % der Bevölkerung waren jünger als 20 Jahre, 23,5 % waren 20 bis 39 Jahre alt, 23,7 % waren 40 bis 59 Jahre alt und 26,2 % waren mindestens 60 Jahre alt. Das mittlere Alter betrug 40 Jahre. 46,4 % der Bevölkerung waren männlich und 53,6 % weiblich.
Im Jahr 2000 war Englisch die Muttersprache von 95,71 % der Bevölkerung, spanisch sprachen 3,00 % und 1,29 % sprachen deutsch.

## Sehenswürdigkeiten
Folgende Objekte sind im National Register of Historic Places gelistet:
- Perry L. Biddle House, ein historisches Wohnhaus
- Chautauqua Hall of Brotherhood, ein Gebäude der Erwachsenenbildungs-Bewegung Chautauqua
- DeFuniak Springs Historic District, ein Historic District
- Sun Bright, eine Villa

## Verkehr
DeFuniak Springs wird von der Interstate 10, von den U.S. Highways 90 (SR 10) und 331 sowie der Florida State Road 83 durchquert. Der Schienengüterverkehr durch die Stadt wird von CSX durchgeführt. Die Stadt besitzt einen eigenen kleinen Flugplatz. Der Northwest Florida Beaches International Airport liegt rund 75 km südöstlich der Stadt.

## Kriminalität
Die Kriminalitätsrate lag im Jahr 2010 mit 492 Punkten (US-Durchschnitt: 266 Punkte) im hohen Bereich. Es gab fünf Vergewaltigungen, einen Raubüberfall, 66 Körperverletzungen, 69 Einbrüche, 118 Diebstähle, sechs Autodiebstähle und eine Brandstiftung.

## Persönlichkeiten
- Sidney Catts (* 1863, † 1936), Gouverneur von Florida, war hier ansässig.

- Walt Anderson (* 1952), American-Football-Schiedsrichter und Zahnarzt, wurde hier geboren.

- Buck Showalter (* 1956), Baseballmanager, wurde hier geboren.

- Kyrsten Sinema (* 1976), die 2018 als erste Frau für Arizona in den Senat der Vereinigten Staaten gewählt wurde, wuchs hier auf.[7]